# 多元化樂隊組曲 (蕭士塔高維奇)
《多元化樂隊組曲》是俄國作曲家蕭士達高維契的音樂作品。確實創作日期現時仍未能考證，但相信出自1950年代後期。這是因為當中的樂章，均是取自作曲家其他作品中的段落組合而成的。而最為人所熟識的「第2圓舞曲」為最後期的作品，其出自1955年所作，作品號99的電影配樂，因此得出這樣的推論。

## 樂曲結構
組曲共分為八個樂章：
- 第1樂章：進行曲（March），取自電影配樂《科爾辛基娜的歷險》作品59的一首進行曲。
- 第2樂章：第1舞曲（Dance 1），取自電影配樂《牛虻》作品97。
- 第3樂章：第2舞曲（Dance 2），取自芭蕾舞劇《清澈的河流》作品39。
- 第4樂章：小波爾卡（Little Polka）
- 第5樂章：抒情圓舞曲（Lyric Waltz），取自沒有編號的鋼琴小品。
- 第6樂章：第1圓舞曲（Waltz 1），取自芭蕾舞組曲《舞曲小品集》中的「抒情圓舞曲」。
- 第7樂章：第2圓舞曲（Waltz 2），取自電影配樂《第一編隊》作品99。
- 第8樂章：終曲（Finale），和第1樂章相同，都是取自電影配樂《科爾辛基娜的歷險》作品59的一首進行曲。

## 樂隊編制
《多元化樂隊組曲》的編制較為接近現代管絃樂團的規模，比起兩首「爵士樂團組曲」更為大型，已經是超越了爵士樂團組曲所需要的樂器合奏的編制。
- 木管樂器：短笛（兼任第2長笛）、長笛、雙簧管、2單簧管、2中音薩克管、2次中音薩克管、巴松管
- 銅管樂器：3圓號、3小號、3長號、大號
- 敲擊樂器：定音鼓、三角鐵、鈴鼓、小鼓配腳踏踫鈸、吊鈸、鈸、大鼓、鐘琴、木琴、顫音琴
- 絃樂器：第1小提琴、第2小提琴、第3小提琴、中提琴、大提琴、低音提琴、吉他、豎琴
- 鍵盤樂器：2鋼琴、手風琴、鋼片琴

在2001年的新全集中，編輯將第1、2小提琴統合為第1小提琴；第3小提琴成為新的第2小提琴，至於鋼琴部份亦加入四手聯彈的版本。